# Difenilamina
La difenilamina es un compuesto orgánico con la fórmula (C6H5) 2NH. El compuesto es un derivado de la anilina, que consiste en una amina unida a dos grupos fenilo. El compuesto es un sólido incoloro, pero las muestras comerciales a menudo son amarillas debido a las impurezas oxidadas. La difenilamina se disuelve bien en muchos solventes orgánicos comunes y es moderadamente soluble en agua. Se utiliza principalmente por sus propiedades antioxidantes. La difenilamina se usa ampliamente como antioxidante industrial, tinte mordiente y reactivo y también se emplea en la agricultura como fungicida y antihelmíntico. 

## Preparación y reactividad
La difenilamina se fabrica mediante la desaminación térmica de anilina sobre catalizadores de óxido:
2 C6H5NH2 → (C6H5) 2NH + NH3
Es una base débil, con un Kb de 10-14. Con ácidos fuertes forma sales. Por ejemplo, el tratamiento con ácido sulfúrico da el bisulfato [(C6H5) 2NH2] + [HSO4]  -  como un polvo blanco o amarillento con p.f. 123-125 °C.
La difenilamina sufre diversas reacciones de ciclación. Con azufre, da fenotiazina, un precursor de los productos farmacéuticos.
(C6H5) 2NH + 2 S → S (C6H4) 2NH + H2S
Con yodo, se deshidrogena para dar carbazol, con liberación de yoduro de hidrógeno:
(C6H5) 2NH + I2 → (C6H4) 2NH + 2 HI
La arilación con yodobenceno da trifenilamina. también se utiliza como reactivo de prueba en la prueba de Dische.

## Aplicaciones

### Inhibidor de escaldado de manzana
La difenilamina se utiliza como inhibidor del escaldado de las manzanas antes o después de la cosecha, aplicado como tratamiento de mojado en interiores. Su actividad antiquemaduras es el resultado de sus propiedades antioxidantes, que protegen la piel de la manzana de los productos de oxidación del α-farneseno durante el almacenamiento. El escaldado de la manzana es una lesión física que se manifiesta en manchas marrones después de que la fruta se retire del almacenamiento en frío.

### Estabilizador para pólvora sin humo
En la fabricación de pólvora sin humo, la difenilamina se usa comúnmente como estabilizador, de modo que el análisis de residuos de armas de fuego busca cuantificar trazas de difenilamina. La difenilamina funciona uniendo los productos de degradación de la nitrocelulosa (p. Ej., NO, NO2 y ácido nítrico), lo que evita que estos productos de degradación aceleren una mayor degradación.

### Antioxidante
Las difenilaminas alquiladas funcionan como antioxidantes en lubricantes, aprobados para su uso en máquinas, en las que no se descarta el contacto con alimentos. Las difenilaminas alquiladas y otros derivados se utilizan como anti-ozonantes en la fabricación de productos de caucho, lo que refleja la naturaleza antioxidante de los derivados de anilina.

### Indicador redox
Muchos derivados de difenilamina se utilizan como indicadores redox que son particularmente útiles en valoraciones alcalinas redox. El ácido difenilaminesulfónico es un prototipo de indicador redox simple, debido a su solubilidad acuosa mejorada en comparación con la difenilamina. Se ha intentado explicar los cambios de color asociados con la oxidación de la difenilamina.
En una aplicación relacionada, la difenilamina es oxidada por nitrato para dar una coloración azul similar en la prueba de difenilamina para nitratos.

### Tintes
Varios colorantes azoicos como Metanil Yellow, Disperse Orange 1 y Acid orange 5 son derivados de la difenilamina.